# Bill Hemmans
William Wesley „Bill“ Hemmans (* 1942 in Waycross, Georgia; † 14. Juni 2011 in Rockhill, South Carolina) war ein US-amerikanischer Saxophonist des Rhythm and Blues.
Hemmans erwarb den Bachelor an der Florida A&M University und leistete den Militärdienst bei der Marine ab. Er spielte im Laufe seiner Karriere mit Ike & Tina Turner, Bobby Bland; außerdem trat er mit B. B. King und Muddy Waters in der Dramatics Show Band auf. Als Solist hatte er Ende der 1960er Jahre einen Hit mit einer Coverversion des Jazzstandards Summertime. Anfang der 1970er Jahre arbeitete er mit seiner Formation Bill Hemmans & Clays Composite, Ende des Jahrzehnts mit eigenem Quartett.